# Edith Nylon
Edith Nylon est un groupe de musique rock français actif à la fin des années 1970-début des années 1980. Le groupe s'est reformé en 2020.
Fondé en 1977 à Paris par Mylène Khaski, Christophe Boutin, Zaco Khaski, Karl Mormet et Albert T., le groupe s'inscrit dans la mouvance Punk rock. Edith Nylon est notamment précurseur de la musique new wave qui inspirera Rita Mitsouko. Le groupe est associé au courant des Jeunes Gens Modernes. Il connaît un certain succès, et joue en première partie de Jacques Higelin, Téléphone, ou The Police (le 23 avril 1981 au Bataclan à Paris).
On peut entendre la voix de Mick Jones (The Clash) sur le refrain de Johnny  Johnny.
En 1988, Alain Souchon cite le nom du groupe dans le texte de sa chanson La beauté d'Ava Gardner, incluse sur son album Ultra moderne solitude.
Le groupe, reformé, se produit le 17 janvier 2020 au Petit Bain, après un hiatus de 37 ans, et annonce un nouvel album et un concert en octobre 2020 au Trianon.

## Composition du groupe
- Mylène Khaski voix
- Christophe Boutin guitare, chœurs
- Zako Khaski basse, chœurs
- Laurent Perez dit Karl Mormet guitare
- Albert Tauby dit Albert T. batterie
- Frédéric Noyé synthétiseurs, piano
- Eric Jeuffrain basse
- Bernard Meyer guitare, synthétiseurs (dans la deuxième formation)
- Yann Le Ker basse (dans la troisième formation)
- Aram Kevorkian claviers (dans la troisième formation)
- Philippe Topiol voix (dans la troisième formation)
- Frédéric Lemarchand (ex DKP) basse †

## Filmographie
- 1979 : La Brune et moi de Philippe Puicouyoul